# Bloc de la résistance et du développement
Le bloc de la résistance et du développement est l'une des trois coalitions parlementaires au sein de l'assemblée nationale libanaise. Il comprend 35 députés. Ce bloc est aussi appelé bloc pro-syrien, en comparaison avec le bloc du 14 mars dit bloc anti-syrien. Les deux principales composantes de cette alliance sont le Bloc de la Libération et du Développement (Amal) et le Bloc de la fidélité à la Résistance (Hezbollah).
Le bloc s'est entendu avec le troisième bloc, le bloc du changement et de la réforme, contre le bloc du 14 mars.
Le bloc comprend les partis dit "de la résistance" : Amal (15), Hezbollah (14), parti nationaliste social syrien (2), parti Baas (1). Il compte en plus : nassériste (1), Kataëb pro-Pakradouni (1) et indépendant (1).

## Membres de l'alliance
Le bloc a des membres dans 6 circonscriptions différentes : Beyrouth 2 (1), Saida, Tyr, Zahrani, Bint-Jbeil (11), Marjeyoun, Hasbaya, Nabatieh, Jezzine (11), Baabda, Aley (1), Baalbeck, Hermel (10), Rashaya, Bekaa Ouest (1).

### Circonscription de Beyrouth 2
- Amine Cherri, bloc de la fidélité à la Résistance

### Circonscription de Saida, Tyr, Zahrani, Bint-Jbeil
- Ali Bazzi, bloc de la libération et du développement
- Nabih Berri, bloc de la libération et du développement
- Hassan Fadlallah, bloc de la fidélité à la Résistance
- Mohammad Fneich, bloc de la fidélité à la Résistance
- Ayoub Hmayed, bloc de la libération et du développement
- Hassan Hobballah, bloc de la fidélité à la Résistance
- Ali Khreiss, bloc de la libération et du développement
- Michel Moussa, bloc de la libération et du développement
- Ali Osseiran, bloc de la libération et du développement
- Oussama Saad, indépendant
- Abdel-Majid Saleh, bloc de la libération et du développement

### Circonscription de Marjeyoun, Hasbaya, Nabatieh, Jezzine
- Samir Azar, bloc de la libération et du développement
- Kassem Hachem, bloc Baas
- Mohammad Haïdar, bloc de la fidélité à la Résistance
- Assaad Hardan, bloc du parti nationaliste syrien
- Ali Hassan Khalil, bloc de la libération et du développement
- Anouar el-Khalil, bloc de la libération et du développement
- Antoine Khoury, bloc de la libération et du développement
- Yassine Jaber, bloc de la libération et du développement
- Pierrot Serhal, bloc de la fidélité à la Résistance
- Mohammad Raad, bloc de la fidélité à la Résistance
- Abdellatif Zein, bloc de la libération et du développement

### Circonscription de Baabda, Aley
- Ali Ammar, bloc de la fidélité à la Résistance

### Circonscription de Baalbeck, Hermel
- Marwan Fares, bloc du parti nationaliste syrien
- Hussein Hajj Hassan, bloc de la fidélité à la Résistance
- Hussein Husseini, indépendant
- Ali Mekdad, bloc de la fidélité à la Résistance
- Kamel Rifaï, bloc de la fidélité à la Résistance
- Naouar Sahili, bloc de la fidélité à la Résistance
- Ismaïl Succariyé, bloc de la fidélité à la Résistance
- Nader Succar, bloc Phalangiste libanais
- Jamal Takch, bloc de la fidélité à la Résistance
- Ghazi Zeaiter, bloc de la libération et du développement

### Circonscription de Rashaya, Bekaa Ouest
- Nasser Nasrallah, bloc de la libération et du développement